# Ol'ha Ljaškova
Ol'ha Mykolaïvna Ljaškova (in ucraino Ольга Миколаївна Ляшкова?; Dokučajevsk, 2 maggio 1980) è un'ex cestista ucraina.

## Carriera
Con l'Ucraina ha disputato i Campionati europei del 2003.